# Dinamo-Jantar Kaliningrad (piłka siatkowa kobiet)
Dinamo-Jantar Kaliningrad – żeński klub piłki siatkowej z Rosji. Swoją siedzibę ma w Królewcu. Został założony w 2002 r.

## Sukcesy
- Mistrzostwo Rosji:
  -  2003/2004
  -  2005/2006